# Lądowisko Pińczów
Lądowisko Pińczów (kod ICAO: EPPC) – lądowisko sportowe w Pińczowie, w województwie świętokrzyskim.

## Informacje o lądowisku
Lądowisko od 1973 roku figuruje w ewidencji lądowisk Urzędu Lotnictwa Cywilnego pod poz. 1 (nr ewidencyjny 5).
Lądowisko należy do Aeroklubu Regionalnego w Pińczowie.
Lądowisko dopuszczone do operacji lotniczych przez motolotnie, samoloty, wiatrakowce, lotów holowanych lotni za motolotnią lub ULM, oraz lotów holowanych paralotni za wyciągarką stacjonarną.

### Dane lądowiska samolotowego
- Lądowisko: Lądowisko Pińczów – EPPC
- Lokalizacja (WGS–84):
- Położenie: 50° 30' 56.57" N, 20°30'13.60" E
- Częstotliwość lotniska: 122.600 MHz – Pińczów Radio
- Pasy startowe:	
  - (DS 1) 700 × 30 m (115°/295°), trawa
  - (DS 2) 550 × 20 m (142°/322°), trawa
- Elewacja: 186 m / 610 ft (n.p.m.)
- Na lądowisku, hangar z możliwością zahangarowania sprzętu oraz noclegu[2].

Źródło

### Dane lądowiska LPR
Lądowisko do wykorzystania przez śmigłowce Lotniczego Pogotowia Ratunkowego (LPR) z bezpośrednim dojazdem karetki pogotowia ratunkowego do śmigłowca.
- Lądowisko: H278[4]
- Heliport oznaczony białą literą H w okręgu 15 × 15 m[3]
- Rodzaj nawierzchni: asfaltowa[3]
- Stopień trudności: I
- Główny kierunek podejścia 035°/215° (światła podejścia)
- Główny kierunek startu 215°/035°
- Lądowanie w nocy przy asyście straży pożarnej

Źródło